# Coppa del Re 1980 (hockey su pista)
La Coppa del Re 1980 è stata la 37ª edizione della principale coppa nazionale spagnola di hockey su pista. La fase finale della competizione ha avuto luogo dall'11 maggio e si è conclusa con la finale in campo neutro a Salamanca il 24 giugno 1980.
Il trofeo è stato conquistato dal Cibeles per la prima volta nella sua storia superando in finale il Barcellona.

## Risultati

### Ottavi di finale
| Squadra 1     | Totale | Squadra 2      | Andata | Ritorno |
| ------------- | ------ | -------------- | ------ | ------- |
| Calafell      | ? - ?  | Barcellona     | ? - ?  | ? - ?   |
| Reus Deportiu | 10 - 3 | Vic            | 5 - 1  | 5 - 2   |
| Terrassa      | ? - ?  | Sentmenat      | ? - ?  | ? - ?   |
| Tordera       | ? - ?  | Vilanova       | ? - ?  | ? - ?   |
| Voltregà      | ? - ?  | Arenys de Munt | ? - ?  | ? - ?   |
| Cibeles       | ? - ?  | Reus Ploms     | ? - ?  | ? - ?   |
| Cerdanyola    | ? - ?  | Noia           | ? - ?  | ? - ?   |
| CP Claret     | ? - ?  | Sniace         | ? - ?  | ? - ?   |

### Quarti di finale
| Squadra 1     | Totale | Squadra 2  | Andata | Ritorno |
| ------------- | ------ | ---------- | ------ | ------- |
| CP Claret     | 7 - 15 | Noia       | 4 - 5  | 3 - 10  |
| Cibeles       | 6 - 4  | Tordera    | 3 - 1  | 3 - 3   |
| Reus Deportiu | 6 - 9  | Barcellona | 4 - 2  | 2 - 7   |
| Sentmenat     | 9 - 5  | Voltregà   | 6 - 4  | 3 - 1   |

### Semifinali
| Squadra 1 | Totale | Squadra 2  | Andata | Ritorno |
| --------- | ------ | ---------- | ------ | ------- |
| Noia      | 5 - 8  | Cibeles    | 2 - 1  | 3 - 7   |
| Sentmenat | 5 - 12 | Barcellona | 3 - 4  | 2 - 8   |

### Finale
| Salamanca 24 giugno 1980 | Barcellona | 0 – 4 | Cibeles |  |